# Татјана Розентал
Татјана Конрадовна Розентал (3. јул 1884, Минск – 1921, Петроград) била је руска неурологкиња, докторка медицине, прва психоаналитичарка у Русији.

## Биографија
Татјана Розентал је рођена 3. јула 1884. године у јеврејској трговачкој породици Хонела Гилелевича Розентала и Ане Абрамовне Шабад, који су поред ње имали и сина Соломона Розентала.
Године 1902. уписала се на медицински факултет Универзитета у Цириху. Често је прекидала студије да би учествовала у револуционарном покрету у Русији. Као присталица руске револуције године 1905. постала је председница студентског савеза Виших женских курсева у Санкт Петербургу. Године 1906. враћа се у Цирих, ради наставка школовања, а већ  1909. године је одбранила дисертацију за докторат из медицине на тему постпорођајног маститиса. За психоанализу се заинтересовала већ током студија и то након читања З. Фројдовог „Тумачења снова“. Након дипломирања на универзитету, Розентал се преселила у Беч, где је лично упознала Фројда. Године 1909, Татјана Розентал је постала прва жена која је говорила на Берлинском психоаналитичком друштву, представивши рад о делу данске књижевнице Карин Михаелис, „Опасно доба“ у светлу психоанализе“. Године 1911. Розентал је постала члан Бечког психоаналитичког друштва.
Године 1912. Розентал се вратила у Русију, где је добила посао асистенткиње лекара у Институту за менталне болести. Године 1915. се удала и у браку су добили сина.
Године 1918. под псеудонимом Татјана Рисен, објавила је своју једину збирку песама „Слепе руке“.
у Институту за проучавање мозга и менталне активности постаје асистенткиња 1919. године. Именована је за шефицу амбуланте и било јој је дозвољено да тамо лечи неуротичне пацијенте психоанализом. На тај начин је постала оснивач психоанализе у Санкт Петербургу. Заинтересована за психологију уметности Године 1920, Розентал је објавила свој најпознатији чланак, „Достојевскијева патња и стваралаштво“, рад у којем је покушала да објасни стваралаштво Достојевског његовом личном патњом.
Други део чланка посвећен Достојевском, као и планирани чланци о индивидуалној психологији Алфреда Адлера и утицају рата на формирање неуроза, остали су необјављени и изгубљени су..

## Смрт
Године 1921. у 36. години, Татјана Розентал је извршила самоубиство. Иако тада мајка малог детета, страдала је од сопствене руке. Њена смрт је мање енигматична ако се узму у обзир историјска дешавања. Јер бољшевизам, након што је угушио радничке штрајкове у Санкт Петербургу и сломио Кронштатски устанак, почео је да показује своје терористичко лице. Њено самоубиство, у тридесет шестој години, можда је била реакција личности напетог идеализма. 

## Публикације
- Розентал Т.К. „Опасно доба“ у светлу психоанализе.“ — 1911.
- Ризентал Татјана „Слепе руке.“ — Петроград: Издавачка кућа Семенов, 1918.
- Розентал Т.К. „Достојевскијева патња и стваралаштво.“ — Ижевск: ЕРГО, 2011.
- Розентал Т.К. „Песме и преводи.“ - Санкт Петербург: Реноме, 2018.